# Llamerada
La llamerada es una danza que se practica en Bolivia y en el Perú, inspirada en los arrieros y pastores de llamas.
En Bolivia, la llamerada fue declarada Patrimonio Cultural de Bolivia mediante la Ley 136 del año 2011. Se baila principalmente en festividades como en el Carnaval de Oruro, la Fiesta del Gran Poder, la Festividad de Urkupiña, la Festividad de Chutillos, la Festividad de la Virgen del Carmen de Santa Cruz y la Festividad del Señor de Colquepata.
En el Perú, la llamerada forma parte de la Festividad de la Virgen de La Candelaria, declarada Patrimonio Cultural Inmaterial de la Humanidad por la UNESCO. En enero del 2024, el Ministerio de Cultura del Perú reconoció la llamerada puneña como Patrimonio Cultural de la Nación del Perú mediante la Ley N.º 28296,destacando su importancia en la identidad cultural, festiva y religiosa de la población mestiza y urbana de la región de Puno. La resolución destaca su relevancia en la Festividad de la Virgen de la Candelaria, así como en otras celebraciones de diversas provincias de la región.
Está definida en el Diccionario de americanismos de la Asociación de Academias de la Lengua Española:

Llamerada. f. Perú, Bolivia. Danza tradicional en la que los danzantes vestidos de pastores imitan la forma de caminar de las llamas.
 Diccionario de la Asociación de Academias de la Lengua Española

## Significado
La Llamerada es una danza mimética que representa el pastoreo de llamas en el Altiplano andino. Su coreografía recrea los movimientos de los llameros y la conducción de caravanas, simbolizando la relación de trabajo, cuidado y reciprocidad con la naturaleza en la cosmovisión andina.
Además de su componente laboral, la danza incorpora elementos rituales vinculados al agradecimiento a la Pachamama y a la integración de nuevas crías en la manada. En la actualidad, se ha transformado en una expresión estilizada del folclore andino, conservando su simbolismo y valor identitario.

## Origen
Existen dos posiciones discutidas y controversiales respecto al origen de la danza llamerada entre Bolivia y el Perú.  Una posición sostiene que la danza es exclusivamente boliviana y que su práctica en otros países, sin el reconocimiento explícito de su origen, constituye una apropiación cultural. La otra postura, proveniente del Perú, la considera una danza prehispánica del Tahuantinsuyo originaria del Collasuyo.

### Posición y argumentos de Bolivia
La posición boliviana considera que la Llamerada se originó en el departamento de Oruro, vinculada a los arrieros de camélidos que peregrinaban anualmente hacia el Santuario de la Virgen del Socavón. Según esta perspectiva, el "Conjunto Tradicional Llamerada Zona Norte", fundado en 1921,  es el más antiguo conjunto de esta danza, creada como una representación del arreado y pastoreo de llamas, alpacas y vicuñas. Los arrieros que inspiraron la danza se dedicaban al transporte y comercio de productos a través de caravanas que recorrían distintas altitudes en los Andes.
Se argumenta que la Llamerada, a pesar de la existencia de otras danzas relacionadas con la crianza de llamas en Sudamérica, adquirió en Bolivia características distintivas en vestimenta, música y coreografía. En respaldo a esta postura, la Real Academia Española define la Llamerada como:

Llamerada
1. f. Bol. Danza indígena de bailarines disfrazados de pastores que simulan el acto de arrear llamas.
Dicccionario de la Real Academia Española

Además, se diferencia de otras danzas bolivianas similares, como la Karwani del departamento de La Paz o la Llama Llama de Oruro, y de expresiones folclóricas peruanas como los Llameritos de Orcopampa, Chumpi, Cantería y Panahua.[cita requerida]
Por otro lado, algunos sostienen que el origen de la Llamerada radica en Potosí. José Farfán, director de "Fantasía Boliviana", sugiere que la danza nació en Potosí, posiblemente en Huanuni. Una de las primeras referencias escritas sobre la Llamerada proviene de Bellesort (1897), quien describe a los danzantes como "arriero o muleros" en el Carnaval de Pulacayo.

### Posición y argumentos del Perú
Desde la perspectiva peruana, la Llamerada es una danza de origen quechua-aimara propia del altiplano peruano-boliviano, sin un lugar de origen preciso.Este baile está destinado a representar a los poseedores y criadores de llamas de las Tierras Altas. Se la asocia con la tradición ancestral de los criadores de llamas en los Andes, donde los bailarines, representando a los pastores, sostienen pequeñas llamas en una mano y giran una honda en la otra. Algunos investigadores peruanos sostienen que la danza tiene un origen prehispánico y pudo haber formado parte de las expresiones culturales del Tahuantinsuyo, dado que el pastoreo de llamas ha sido una actividad fundamental en la región durante siglos.[cita requerida]
En el Perú, se conoce poco sobre el desarrollo histórico de la danza, y su vestimenta ha evolucionado significativamente en las últimas décadas. Se argumenta que el tocado utilizado en la actualidad representa el de los líderes aymaras en ambos lados del lago Titicaca y guarda similitudes con el de la "Mama Talla", esposa de un líder de la comunidad aymara.
En febrero de 2024, el Ministerio de Cultura del Perú declaró la Llamerada como Patrimonio Cultural de la Nación, destacando su importancia en la identidad cultural, festiva y religiosa de la población mestiza y urbana de la región de Puno:

- «Declarar Patrimonio Cultural de la Nación a la danza de la Llamerada puneña, en tanto que es una muestra de la diversidad artística del ámbito andino que mantiene vigente la memoria histórica, constituyendo así una expresión de profunda valoración al rol de los arrieros de camélidos en la historia del territorio altiplánico, y que evidencia el carácter transfronterizo del mundo espiritual y festivo popular de los Andes cuyas prácticas artísticas entrelazan a los países de la región.»

## Vestimenta

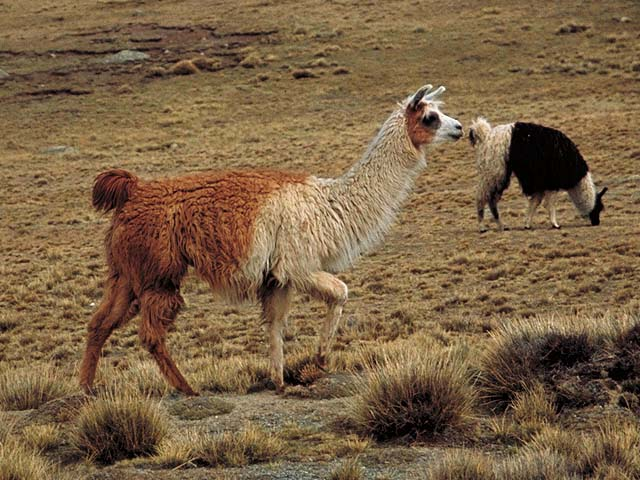
Las llamas eran utilizadas como transporte de carga por los arrieros

La vestimenta de la Llamerada refleja la indumentaria tradicional de los pastores andinos, con elementos distintivos para hombres y mujeres. Ambos cubren su cabeza con una montera cuadrada de paño, bordeada con flecaduras, y calzan abarcas u ojotas. Además, portan una khorawa (honda) en la mano derecha, elemento esencial en la coreografía para simular el trabajo del arriero.
Las mujeres visten polleras superpuestas, debajo de las cuales llevan una o más mancanchas, junto con una blusa y un aguayo cruzado sobre el torso. Los hombres usan camisa de lana, bayeta o seda, pantalón de bayeta hasta debajo de las rodillas, calcetas o cayto, un aguayo de colores amarrado al pecho y un chumpi o faja multicolor en la cintura. También llevan una soga enroscada cruzando el cuerpo en sentido contrario al aguayo. En algunas representaciones, los hombres usan una careta de yeso con los labios fruncidos, evocando la actitud de silbar.
Los colores de la vestimenta han cambiado con el tiempo. Tradicionalmente, los tatalas (figuras de mayor jerarquía en la danza) visten de negro, mientras que la tropa ha incorporado colores variados según la fraternidad y la festividad en la que se presenta.[cita requerida]

## Coreografía

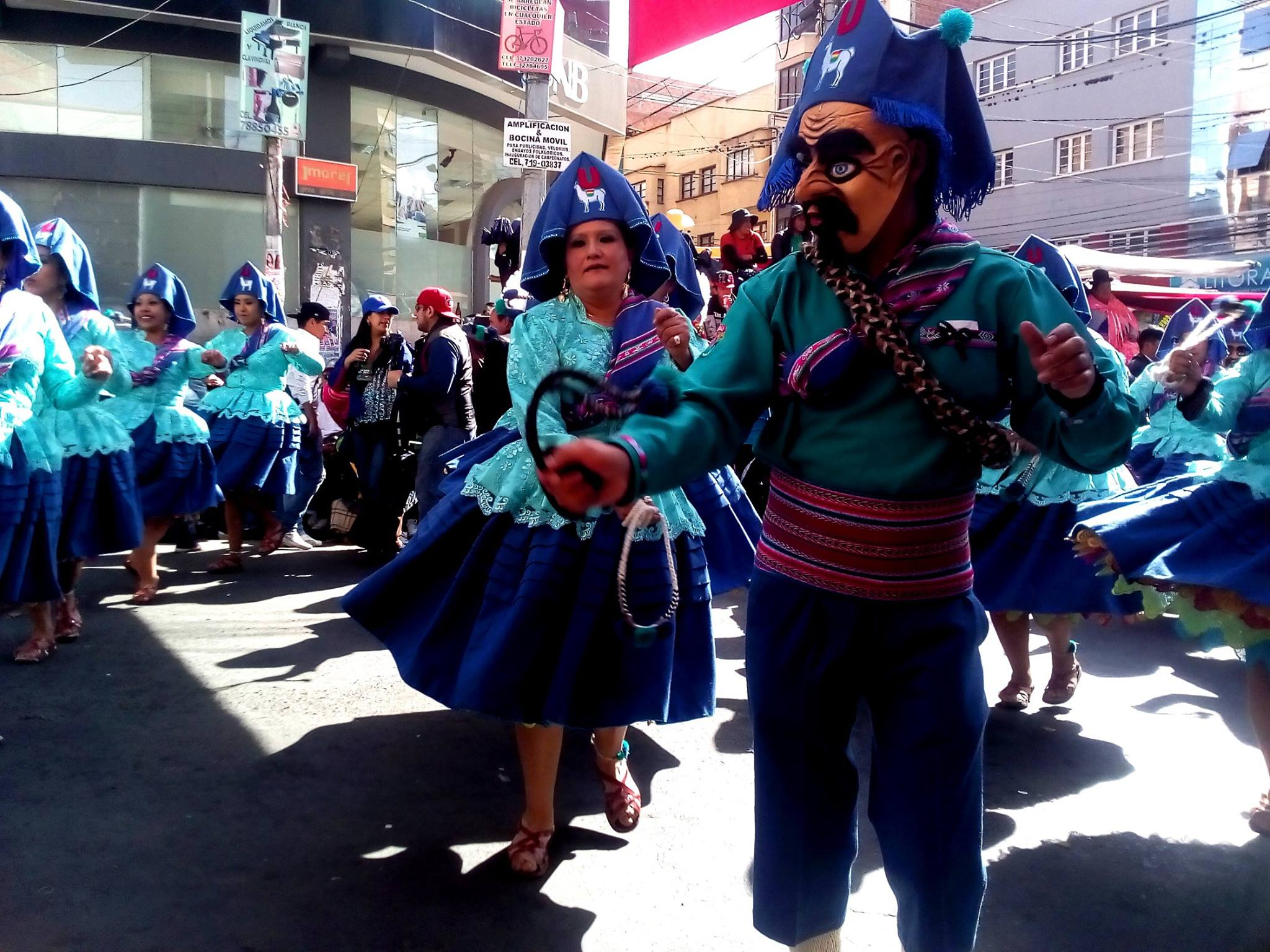
Danzarines de llamerada en la entrada de la fiesta del Gran Poder La Paz, Bolivia

La coreografía de la Llamerada se caracteriza por movimientos ágiles y sincronizados que evocan el andar de los arrieros por distintos caminos y senderos del Altiplano andino. Los bailarines avanzan en dos filas separadas, una de hombres y otra de mujeres, alternando pasos hacia adelante y atrás al ritmo de la música. Durante la ejecución, se forman diversas figuras coreográficas, entrelazando movimientos y utilizando las hondas en coordinación con el compás del baile.

El qañiachu, figura que simboliza al macho dominante en el grupo de llamas, dirige la agrupación con movimientos disciplinados y elegantes. La danza, además de representar a los arrieros y pastores, se distingue por su vistoso vestuario, especialmente en el tocado bordado con figuras de llamas y adornado con piedras decorativas. Los pasos de la coreografía imitan el trote ligero de las llamas, lo que se refleja en el compás armonioso de la música..

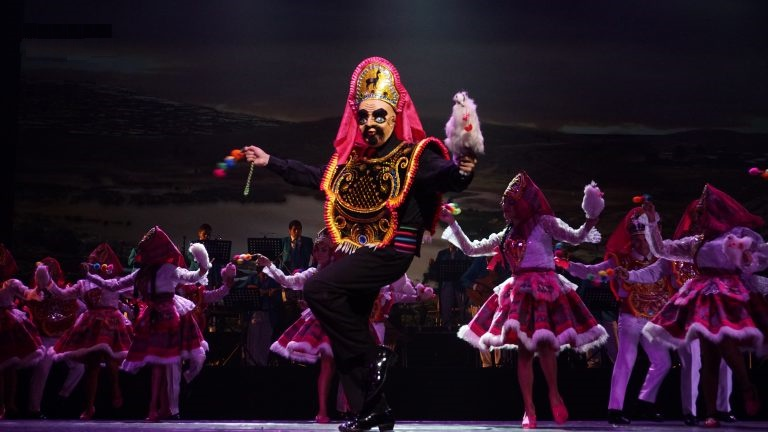
El Qañiachu, quien simboliza al macho dominante en el grupo de llamas. Fiesta de la Candelaria, Perú